# Ik wil je
"Ik wil je" is een Nederlandstalige single van de Belgische band De Kreuners uit 1990.
De B-kant van de single was het liedje Ik Leef.
Het nummer verscheen op het album Hier en nu uit 1990. "Ik wil je" was de enige nummer 1-hit van de Kreuners; het nummer stond twee weken bovenaan de Ultratop 50. Tevens was het de enige hit van de groep in Nederland, waar het nummer de 28e plaats in de Top 40 haalde.

## Inhoud
De tekst gaat over een promiscue vrouw die overduidelijk niet op zoek is naar liefde en elke nacht met een andere man slaapt. Toch roept ze steeds weer tegen beter weten in dat ze serieus met de man wil verdergaan. De zanger is zelf niet bij het verhaal betrokken: zowel de man als de vrouw worden in de derde persoon bezongen.

## Covers
De Nederlander Guus Meeuwis coverde dit lied op zijn naamloze album uit 2002 en bracht het een jaar later uit op single. In 2020 maakte Joost Klein een remix van dit lied met eigen teksten.

## Meewerkende artiesten
- Producer:
  - Jean Blaute

- Muzikanten:
  - Ben Crabbé (drums, zang)
  - Berre Bergen (basgitaar, zang)
  - Erik Wauters (gitaar)
  - Henri Ylen (saxofoon)
  - Jan Van Eyken (gitaar)
  - Jean Blaute (gitaar, klavier)
  - Jean-Pierre Onraedt (drums)
  - Walter Grootaers (zang)
  - Walter Mets (drums)